# 80 Девы
80 Девы (лат. 80 Virginis), HD 118219 — одиночная звезда в созвездии Девы на расстоянии приблизительно 325 световых лет (около 99,6 парсек) от Солнца. Визуальная звёздная величина звезды — +5,706m. Возраст звезды определён как около 2,41 млрд лет.

## Характеристики
80 Девы — жёлто-оранжевый гигант спектрального класса K0III, или K0, или G5III, или G6III. Масса — около 2,789 солнечной, радиус — около 9,643 солнечного, светимость — около 60,233 солнечной. Эффективная температура — около 5078 K.

## Планетная система
В 2019 году учёными, анализирующими данные проектов Hipparcos и Gaia, у звезды обнаружена планета HIP 66320 b.